# 史蒂文·兰兹伯格
史蒂文·兰兹伯格（英語：Steven Landsburg；1954年2月24日—），芝加哥大学数学博士。现任罗切斯特大学经济学教授。兰兹伯格在Slate网络杂志撰写《每日经济学》，也在《财富》、《福布斯》、《纽约时报》、《华盛顿邮报》、《华尔街日报》等刊物发表文章。兰兹伯格教授善于以浅显易懂的文字阐述经济学生活常识，从日常生活中的琐事遐思发掘经济学的道理，写给非专业的读者看。他是自由派经济学家，支持自由市场和个人选择，反对政府干预。
著作：
- 《买房子还是买股票》（The Armchair Economist (1993)）
- 《不许玩赖》（Fair Play (1997)）
- 《性越多越安全》（More Sex is Safer Sex, The Unconventional Wisdom of Economics (2007)）
- 《一个经济学家给女儿的忠告》/《为什么不向美丽征税》（What your child teach you about economics : values and the meaning of life）